# 31
- рік темного металевого зайця за Шістдесятирічним циклом китайського календаря.

## Події
- 18 жовтня — За вироком римського сенату страчений головнокомандувач преторіанською гвардією Луций Елій Сеян